# فجل الخيل المائي
فجل الخيل مائي (الاسم العلمي:Armoracia aquatica) هو نوع غير مؤكد من النباتات يتبع جنس فجل الخيل من الفصيلة الكرنبية.